# Šenbric
Šenbric je naselje v Mestni občini Velenje. Ustanovljeno je bilo leta 1982 iz dela ozemlja naselij Hrastovec in Šmartinske Cirkovce. Leta 2015 je imelo 134 prebivalcev.

## Zgodovina
V rimski dobi je tod čez peljala antična cesta med poštnimi postajami Celeia, Upellis in Colatione, ki je bržčas tekla od Celja (Celeia) skozi Št. Janž do Stare vasi pri Velenju (Upellis) ter naprej čez Šenbric, Cirkovce in Plešivec do Starega trga pri Slovenjem Gradcu (Colatione)
Krajevna cerkev – od katere je naselje dobilo ime – je posvečena svetemu Brikciju Tourskemu ali skrajšano »Bricu«. Stavba je zgrajena v pozno-gotskem slogu. V 18. stoletju je bila močno predelana. Konec 17. stoletja je dobila cerkev zvonik, ki ga do tedaj še ni imela. 
Cerkev svetega Brikcija je bila zavarovana s taborom ter ima nad prezbiterijem letnico 1848, obnovljena 1994. Prezbiterij je poslikan s pasom iz kvadratov, razdeljenih na trikotnike
Cerkev je zaključena s tremi deli sedmerokotnika.

## Sedanjost
Sedaj spada kot podružnica v župnijo sv. Martina v Šmartnem. 
Prebivalstvo. Število 31. III. 2001: 134; 1. I. 2011: 158; 1. I. 2013:167.
Površina: 2,1 km²; gostota: 79,5/ km²; prirastek 2,81%  (2011-2013).

## Znamenite osebnosti
Tukaj se je rodil božji služabnik Vendelin Vošnjak, OFM.